# Nerze nachts am Straßenrand
Nerze nachts am Straßenrand ist ein Fernsehfilm von Wolfgang Staudte. Die Erstausstrahlung dieser ZDF-Produktion erfolgte am 24. August 1973 zur Hauptsendezeit.

## Handlung
Der Hamburger Kriminalbeamte Heinz Ebeling ist wegen einer Zeugenaussage mit seinem Auto auf dem Weg nach Frankfurt. Noch vor Hannover zersplittert ihm die Windschutzscheibe und er steuert den nächsten Rastplatz an. Ein hilfsbereiter LKW-Fahrer stellt außerdem einen Defekt an der Benzinpumpe fest und weist ihn auf eine Kfz-Werkstatt im wenige Kilometer entfernt liegenden Welzheim hin. Ebeling setzt daraufhin seinen Weg zu Fuß in der inzwischen eingebrochenen Dunkelheit fort. Kurz vor dem Ortseingang trifft er auf eine Gruppe junger Männer, die Gegenstände zwischen zwei Kleinlastern umladen. Sie flüchten zunächst, doch als Ebeling auf dem Boden einige Pelzmäntel entdeckt, wird er von hinten niedergeschlagen und die Männer können entkommen.
Im einzigen Gasthof des Ortes nimmt Ebeling sich ein Zimmer und lernt bei der Gelegenheit den Schlossermeister Schumm, den Ortspolizisten, Polizeiobermeister Regler, und den Forstmeister Wussow kennen, denen er von dem Überfall erzählt. Bei der am nächsten Morgen stattfindenden Tatortbesichtigung erwähnt Ebeling, dass einer der jungen Männer „Hotte“ genannt wurde, worauf hin Regler sofort Bescheid weiß. Außerdem macht Ebeling die Bekanntschaft der Gutsbesitzerin Charlotte Karding und deren Sohn Bodo. Werkstattbesitzer Schumm klärt Ebeling anschließend über „Hotte“ alias Horst Wussow auf, einen vorbestraften Fuhrunternehmer im Ort. Horst ist der Neffe des Forstmeisters, er und seine Schwester Gisela wurden nach dem Unfalltod der Eltern von ihrem Onkel großgezogen. Während Gisela bei dem alten Wussow wohnt und ihm den Haushalt führt, hat Horst sich mit seinem Onkel zerstritten und lebt bei der alten Frau Büttner im Ort. Noch während der Unterhaltung wird Horst auf die Polizeiwache gebracht, kann aber kurze Zeit später aus der Zelle fliehen.
Eine Überraschung wird Ebeling von Gastwirt Busemann geboten, der ihm mitteilt, dass das von ihm bewohnte Zimmer bereits vorbestellt sei, ebenso alle anderen Zimmer. Während Ebeling packt, zeigt ihm Frau Busemann verschiedene Zeitungsausschnitte von einem letztjährigen Überfall auf den Gasthof. Als Ebeling wissen will, ob Horst dahintersteckt, belässt es die Gastwirtin bei Andeutungen. Ebeling findet Aufnahme bei Forstmeister Wussow, wo er dessen Nichte Gisela kennenlernt. Anschließend fährt er mit Wussow zum Gutshaus und lässt sich dort über einen Einbruch aufklären, der kürzlich stattgefunden hat und bei dem zwei wertvolle Gemälde gestohlen worden waren. Details des Einbruchs lassen Ebeling dabei hellhörig werden. Auf der Rückfahrt durch den Wald fallen plötzlich Schüsse, doch der vermeintliche Anschlag entpuppt sich als Schießübung eines Unbekannten auf Blechbüchsen.
Am Abend findet Wussow seinen Hund vergiftet auf, wenige Minuten später wird er selber in seinem Haus durch das geschlossene Fenster erschossen. Kurz vor seinem Tod gibt Wussow in Ebelings Beisein noch einzelne Worte von sich: „Brief“, „vorgestern“ und „Nizza“ sowie ein weiteres Wort, das er als „glatt“ deutet. Die eintreffende Kriminalpolizei aus Hannover unter Leitung von Kommissar Köhler stellt vor dem Fenster einen Schuhabdruck sowie eine Patronenhülse sicher. Die Beamten durchsuchen als Nächstes den Hof von Frau Büttner und finden in einem Schuppen sowohl diverse Nerzmäntel als auch die Tatwaffe und ein Paar Schuhe, zu denen der Schuhabdruck passt. Köhler lässt Horst Wussow daraufhin zur Fahndung ausschreiben.
Zurück im Gasthof bietet Busemann Ebeling sein altes Zimmer wieder an und gibt zu, dass es Hotte war, der dem Gastwirt gedroht hatte, dessen Einrichtung zu demolieren, wenn er „den Hamburger Bullen nicht bis Mittags ans Licht gesetzt“ habe. Zufällig lernt Ebeling am nächsten Morgen den Briefzusteller Klatt kennen und es wird ihm klar, dass der sterbende Wussow von dem Postboten sprach. Ebeling erfährt von Klatt, dass dieser dem Forstmeister ein paar Tage zuvor einige Briefe für die Kardings mitgegeben habe, da Wussow ohnehin zum Gutshaus unterwegs gewesen sei. Darunter sei ein Brief mit französischen Briefmarken an Bodo Karding gewesen. Ebeling sucht noch einmal Gisela auf, die ihm Klatts Aussage bestätigt und auch, dass ihr Onkel nach der Rückkehr von Kardings einen Brief dabei hatte, den er unter Wasserdampf geöffnet und danach offensichtlich mit Bodo Karding telefoniert habe, denn Wussow habe wörtlich gesagt: „Ich gebe Ihnen drei Tage Zeit, dann spreche ich mit Ihrer Mutter.“ Ebeling findet den Brief in Wussows Unterlagen und weiß nun, dass Bodo hinter dem Einbruch und dem Gemäldediebstahl steckt.
Auf Drängen Ebelings gibt Gisela schließlich den Aufenthaltsort ihres Bruders bekannt und beide suchen ihn auf. Nachdem Ebeling versichert hat, dass nicht mehr als Mörder nach ihm gefahndet wird, gibt Horst zunächst zu, dass es sich bei den Nerzmänteln nur um eine Gefälligkeit für einen Freund gehandelt habe, dessen Vater ein in Konkurs geratener Pelzhändler sei und die Mäntel in Sicherheit habe bringen wollen, damit sie nicht der Konkursmasse anheimfielen. Den Einbruch und den Diebstahl habe er im Auftrag von Bodo Karding begangen, der vor dem Verlassen des Hauses – er war zur Tatzeit mit seiner Mutter im Theater – die Alarmanlage ausgeschaltet habe. Die Bilder habe er anschließend an einem Autobahnparkplatz einem Unbekannten in einem Wagen mit französischem Kennzeichen übergeben. 
Gemeinsam mit Kommissar Köhler sucht Ebeling die Kardings auf. Die Beamten treiben Bodo mit ihren Fragen dermaßen in die Enge, dass er sich selber verrät und indirekt zugibt, hinter dem fingierten Einbruch zu stecken, da der Besitz der Kardings überschuldet sei. Bei der Durchsuchung von Bodos Zimmer findet Ebeling dann eine Schachtel mit Munition, in der eine Patrone fehlt. Mit dem Umstand konfrontiert, dass es sich hierbei um das gleiche Kaliber handelt, mit dem Wussow erschossen wurde, gibt Bodo den Mord zu. Er habe den Forstmeister getötet, da dieser aufgrund des abgefangenen Briefes über die Hintergründe des Einbruchs im Bilde war und die Sache öffentlich machen wollte. Bodo wird festgenommen und Ebeling kann wenig später mit seinem inzwischen von Schumm reparierten Wagen die Reise fortsetzen.

## Sonstiges
Der Film basiert auf Motiven des Romans Feuer auf mein Haupt von Hansjörg Martin. Gedreht wurde vom Januar bis Februar 1973 im Studio Hamburg Hamburg-Wandsbek.